# Người Mỹ Latinh gốc Phi
Người Mỹ Latinh gốc Phi hay Người Mỹ Latinh da đen là một sắc tộc tại Mỹ Latinh có ít nhất một phần tổ tiên gốc Phi; Thuật ngữ này cũng có thể đề cập đến các yếu tố lịch sử hoặc văn hóa ở Mỹ Latinh với ý nghĩ xuất phát từ cộng đồng này. Thuật ngữ này có thể đề cập đến sự pha trộn của các yếu tố văn hóa châu Phi và các yếu tố văn hóa khác được tìm thấy trong xã hội Mỹ Latinh như tôn giáo, âm nhạc, ngôn ngữ, nghệ thuật và tầng lớp xã hội.

## Những nhân vật nổi tiếng
- Machado de Assis
- Susana Baca
- Maria Bethânia
- Pedro Campos
- Celia Cruz
- Raúl Cuero
- Oscar D'Leon
- Anténor Firmin
- Hanna Gabriel
- Juan Gualberto Gómez
- Lt. General José Antonio de la Caridad Maceo y Grajales
- Vicente Guerrero
- Wifredo Lam
- Selenis Leyva
- Kalimba Marichal
- Margareth Menezes
- José María Morelos
- David Ortiz
- Nilo Peçanha
- Pelé
- Dascha Polanco
- Saint Martin de Porres, O.P.
- Rubén Rada
- Julio Teherán
- Chavela Vargas
- Lupita Nyong'o
- Cardi B
- Rosario Dawson
- Amara la Negra
- Christina Milian
- Immortal Technique